# Bòrda de Marianna
Bòrda de Marianna és un monument del municipi de Bausen (Vall d'Aran) inclòs en l'Inventari del Patrimoni Arquitectònic de Catalunya.

## Descripció
Bòrda de "tet de palha" que d'acord amb les necessitats funcionals aprofita el desnivell del terreny per aconseguir l'accés exterior a peu pla, tant pel que fa a l'estable com pel que fa al pis superior del paller, sota teulada de doble vessant. L'obra de paredat fou ben travada en cantonades amb blocs escairats. La coberta presenta la "capièra" paral·lela a la façana seguint una orientació N-S de manera que per la banda de migdia les pales sobresurten aixoplugant un "penalèr" de taules de fusta, mentre que l'altra banda clou amb estructura graonada de "penaus" atès que és la part més exposada a les inclemències i la propagació d'un incendi. El "tet" ha perdut bona part de les garbes de palla, especialment en la "capièra" (com sol succeir). La façana principal se situa a ponent, amb la porta i la finestra de l'estable resoltes amb fusta. La porta del paller està orientada al nord, de dues fulles i en posició un xic elevada.

## Història
Francisco de Zamora documenta la vella tradició que el poble de Bausen patí un devastador i espectacular incendi (1787) de manera que d'ençà aleshores foren prohibides les tradicionals cobertes de palla, llevat de determinats casos. Çò de Marianna surt documentada en la relació de cases de Bausen de l'any 1895, en poder de Josep Amiell, cognom important i força freqüent a Bausen.